# Archidiocèse de Saragosse
Pour les articles homonymes, voir Saragosse (homonymie).
L'archidiocèse de Saragosse (en latin : Archidioecesis Caesaraugustana ; en aragonais : archidiocesi de Zaragoza ; en espagnol : archidiócesis de Zaragoza) est une Église particulière de l'Église catholique en Espagne.

## Territoire

Archidiocèse de Saragosse et diocèses suffrangants

L'archidiocèse de Saragosse confine : au nord, avec les diocèses de Jaca, Huesca et Barbastro-Monzón ; à l'est, avec ceux de Lérida et de Tortosa ; au sud, avec celui de Teruel et Albarracín et celui de Sigüenza-Guadalajara ; et, à l'ouest, avec celui de Tarazona.
Il comprend 181 municipalités. Quarante-et-une relèvent de la province civile de Terruel, à savoir : Albalate del Arzobispo, Alcañiz, Alloza, Andorra, Arens de Lledó, Ariño, Azaila, Beceite, Belmonte de San José, Calaceite, Calanda, La Cañada de Verich, Castelnou, Castelserás, La Cerollera, La Codoñera, Cretas, Fórnoles, La Fresneda, Fuentespalda, La Ginebrosa, Híjar, Jatiel, Lledó, Mazaleón, Monroyo, Peñarroya de Tastavins, La Portellada, La Puebla de Híjar, Ráfales, Samper de Calanda, Torre de Arcas, Torre del Compte, Torrecilla de Alcañiz, Torrevelilla, Urrea de Gaén, Valdealgorfa, Valdeltormo, Valderrobres, Valjunquera et Vinaceite. Les autres municipalités relèvent de la province civile de Saragosse.

## Histoire
L'archidiocèse de Saragosse a été établi au Ve siècle en tant que diocèse de Saragosse et a été placé sous l'autorité de l'archidiocèse de Tarragone en tant que diocèse suffragant. Le diocèse de Saragosse a été érigé en archidiocèse le 14 juillet 1318 par le pape Jean XXII avec la constitution apostolique Romanus Pontifex. Le 31 juillet 1577, l'archidiocèse de Saragosse céda une partie de son territoire pour la création du diocèse de Teruel.

## Cathédrales et basiliques mineures
La cathédrale Saint-Sauveur de Saragosse est la cathédrale de l'archidiocèse.
La cathédrale-basilique Notre-Dame-du-Pilier de Saragosse, dédiée à la Vierge du Pilier, est la co-cathédrale de l'archidiocèse et une basilique mineure.
La basilique Sainte-Engrâce de Saragosse est l'autre basilique mineure de l'archidiocèse.